# Laurionit
Laurionit ist ein Mineral aus der Mineralklasse der Halogenide. Es kristallisiert im orthorhombischen Kristallsystem mit der chemischen Zusammensetzung Pb(OH)Cl und entwickelt nur farblose oder weiße, tafelige bis dünn-prismatische Kristalle von meist auffälliger Winkelform bis zu einem Zentimeter Länge.

## Etymologie und Geschichte
Erstmals gefunden wurde Laurionit 1887 an verschiedenen Schlackenfundstellen im Gebiet um Laurion in der griechischen Region Attika und beschrieben durch Rudolf Koechlin (1862–1939), der das Mineral nach seiner Typlokalität benannte.

## Klassifikation
In der veralteten 8. Auflage der Mineralsystematik nach Strunz gehörte der Laurionit zur Mineralklasse der „Halogenide“ und dort zur Abteilung „Oxidhalogenide“, wo er gemeinsam mit Bismoclit, Cotunnit, Daubréeit, Fiedlerit, Matlockit, Paralaurionit, Pseudocotunnit und Zavaritskit in der „Fiedlerit-Laurionit-Matlockit-Gruppe“ mit der Systemnummer III/C.05 steht.
In der zuletzt 2018 überarbeiteten Lapis-Systematik nach Stefan Weiß, die formal auf der alten Systematik von Karl Hugo Strunz in der 8. Auflage basiert, erhielt das Mineral die System- und Mineralnummer III/D.08-030. Dies entspricht der Klasse der „Halogenide“ und dort der Abteilung „Oxihalogenide“, wo Laurionit zusammen mit Brontesit, Challacolloit, Cotunnit, Fiedlerit, Hephaistosit, Paralaurionit, Pseudocotunnit und Steropesit eine unbenannte Gruppe mit der Systemnummer III/D.08 bildet.
Die von der International Mineralogical Association (IMA) zuletzt 2009 aktualisierte 9. Auflage der Strunz’schen Mineralsystematik ordnet den Laurionit in die Klasse der „Halogenide“ und dort in die Abteilung „Oxihalogenide, Hydroxyhalogenide und verwandte Doppel-Halogenide“ ein. Hier ist das Mineral in der Unterabteilung „Mit Pb (As, Sb, Bi) ohne Cu“ zu finden, wo es zusammen mit Paralaurionit die „Laurionitgruppe“ mit der Systemnummer 3.DC.05 bildet.
In der vorwiegend im englischen Sprachraum gebräuchlichen Systematik der Minerale nach Dana hat Laurionit die System- und Mineralnummer 10.02.02.01. Das entspricht der Klasse der „Halogenide“ und dort der Abteilung „Oxihalogenide und Hydroxyhalogenide“. Hier findet er sich innerhalb der Unterabteilung „Oxihalogenide und Hydroxyhalogenide mit der Formel A(O,OH)Xq“ als einziges Mitglied in einer unbenannten Gruppe mit der Systemnummer 10.02.02.

## Kristallstruktur
Laurionit kristallisiert in der Raumgruppe Pcmn (Raumgruppen-Nr. 62, Stellung 4) mit den Gitterparametern a = 9,70 Å; b = 4,02 Å und c = 7,11 Å sowie vier Formeleinheiten pro Elementarzelle.

## Bildung und Fundorte
Laurionit bildet sich einerseits in antiken, bleihaltigen, durch Metallverarbeitung entstandenen Schlacken unter Einfluss von Salzwasser, andererseits aber auch als Sekundärmineral in der Oxidationszone bleihaltiger Mineral-Lagerstätten. Begleitminerale sind unter anderem Anglesit, Cerussit, Fiedlerit, Paralaurionit, Penfieldit und Phosgenit.
Als seltene Mineralbildung konnte Laurionit nur an wenigen Orten nachgewiesen werden, wobei bisher (Stand 2016) rund 50 Fundorte als bekannt gelten. An seiner Typlokalität Lavrio fand sich Laurionit in vielen Schlackenhalden in der Umgebung.
In Deutschland trat das Mineral bisher unter anderem auf Schlackenhalden bei Richelsdorf in Hessen, Astfeld in Niedersachsen, der ehemaligen Gemeinde Kall (heute Mechernich) in Nordrhein-Westfalen und Braubach in Rheinland-Pfalz sowie in der Zeche Christian Levin bei Essen und der Zeche Auguste Victoria bei Marl-Hüls in Nordrhein-Westfalen auf.
Der bisher einzige bekannte Fundort in Österreich ist eine Schlackenhalde bei Waitschach (Gemeinde Hüttenberg) in Kärnten.
Weitere Fundorte liegen unter anderem in Australien, Frankreich, Israel, Italien, Kanada, Südafrika, Tschechien, Tunesien, Turkmenistan, im Vereinigten Königreich (UK) und den Vereinigten Staaten von Amerika (USA).